# Pallacanestro femminile ai VI Giochi panamericani
Il Campionato femminile di pallacanestro ai VI Giochi panamericani si è svolto dal 31 luglio al 12 agosto 1971 a Cali, in Colombia, durante i VI Giochi panamericani. La vittoria finale è andata alla nazionale brasiliana.

## Squadre partecipanti
- Brasile
- Canada
- Colombia
- Cuba
- Ecuador
- Messico
- Stati Uniti

## Girone unico
| Squadra     | G | V | P | PF  | PS  | DP   |
| ----------- | - | - | - | --- | --- | ---- |
| Brasile     | 6 | 5 | 1 | 442 | 349 | +93  |
| Stati Uniti | 6 | 5 | 1 | 371 | 314 | +57  |
| Cuba        | 6 | 4 | 2 | 409 | 320 | +89  |
| Messico     | 6 | 3 | 3 | 406 | 372 | +34  |
| Canada      | 6 | 3 | 3 | 366 | 318 | +48  |
| Ecuador     | 6 | 1 | 5 | 301 | 409 | -108 |
| Colombia    | 6 | 0 | 6 | 308 | 521 | -213 |

## Risultati
| Cali 31 luglio 1971                     | Stati Uniti | 63 – 62 | Cuba |  |
| \| \| \| \| \| Gamble 20 \| Punti \| \| |             |         |      |  |
|                                         |             |         |      |  |
| Gamble 20                               | Punti       |         |      |  |

| Cali 31 luglio 1971 | Messico | 63 – 53 (39-30) | Ecuador |  |

| Cali 31 luglio 1971 | Canada | 69 – 39 (30-23) | Colombia |  |

| Cali 2 agosto 1971, ore 11:10 | Cuba | 72 – 38 (23-21) | Ecuador |  |

| Cali 2 agosto 1971, ore 12:50 | Brasile | 98 – 45 (36-23) | Colombia |  |

| Cali 2 agosto 1971, ore 14:30 | Messico | 64 – 61 (35-29) | Canada |  |

| Cali 4 agosto 1971 | Cuba | 74 – 55 | Messico |  |

| Cali 4 agosto 1971, ore 11:00 | Stati Uniti | 83 – 49 (31-22) | Colombia |  |

| Cali 4 agosto 1971 | Canada | 69 – 63 (37-37) | Brasile |  |

| Cali 5 agosto 1971, ore 14:30 | Stati Uniti | 54 – 50 | Canada |  |

| Cali 5 agosto 1971, ore 17:30 | Brasile | 65 – 61 | Messico |  |

| Cali 6 agosto 1971, ore 14:30 | Ecuador | 82 – 61 (41-22) | Colombia |  |

| Cali 8 agosto 1971 | Cuba | 82 – 52 (32-27) | Colombia |  |

| Cali 8 agosto 1971 | Brasile | 64 – 60 (30-28) | Stati Uniti |  |

| Cali 9 agosto 1971 | Canada | 71 – 41 (30-17) | Ecuador |  |

| Cali 9 agosto 1971 | Stati Uniti | 57 – 54 (33-30) | Messico |  |

| Cali 10 agosto 1971, ore 12:30 | Brasile | 86 – 52 (46-10) | Ecuador |  |

| Cali 10 agosto 1971 | Cuba | 57 – 46 (20-20) | Canada |  |

| Cali 11 agosto 1971, ore 12:30 | Messico | 107 – 62 (56-38) | Colombia |  |

| Cali 12 agosto 1971, ore 11:30 | Stati Uniti | 54 – 35 (23-16) | Ecuador |  |

| Cali 12 agosto 1971, ore 15:30                  | Brasile | 66 – 62 (34-35) | Cuba |  |
| \| \| \| \| \| Nilza 20 \| Punti \| 18 Skeet \| |         |                 |      |  |
|                                                 |         |                 |      |  |
| Nilza 20                                        | Punti   | 18 Skeet        |      |  |

## Classifica finale
| Pos. | Squadra     | Formazione |
| ---- | ----------- | --- |
|      | Brasile     | BrasileBenedita, Delcy, Elzinha, Jacy, Laís Elena, Heleninha, Maria Helena, Marlene, Nadir, Nilza, Norminha, Odila, All. Waldir Pagan       |
|      | Stati Uniti | Stati UnitiBeach, Bollinger, Britton, Dornak, Gamble, Palmer, Rapp, Shaw, Shieldknight, Stuflick, Van Cleave, Williams, All. Harley Redin   |
|      | Cuba        | CubaBorrero, Charro, Cupull, de la Paz, González, Jova, Olivera, Reynoso, Serret, Skeet, Ge. Vázquez, Gl. Vázquez, All. Ivan Todorov        |
| 4.   | Messico     | MessicoAlcaraz, Cuevas, Díaz, Galán, Guerrero, Morfín, Nava, Quiñones, Rebollo, Saavedra, Sánchez, Teísta, All. Constancio Córdoba          |
| 5.   | Canada      | CanadaCoutts, Curry, Douthwright, Gensick, Grant, Hamerton, Radanovich, Ross, Sargent, Tatham, Williams, Witzel, All. Darlene Currie        |
| 6.   | Ecuador     | EcuadorBeltrán, Bravo, Cruz, Jijón, Leverone, Ortiz, Prado, B. Quiñónez, Rodríguez, Tenorio, Tomalá, Villacís, All. Edgar Quiñónez          |
| 7.   | Colombia    | ColombiaAgudelo, Castellanos, Castillo, Cudeyro, Duarte, Gusmán, Lucía M., Moreno, Nieto, Sandoval, Vásquez, Velegas, All. Eugenio Luzcando |